# Готель Янггакдо Інтернешнал
Готель Янггакдо (кор. 양각도국제호텔) — другий за висотою хмарочос Пхеньяну. Розташований на однойменному острові в двох кілометрах на південний схід від центру міста. Будувався з 1986 по 1992 рік, відкритий в 1995 році.

## Опис
47-поверхова будівля має висоту 150 метрів. Верхній поверх являє собою обертовий ресторан. Конструкція виконана із залізобетону.
У будівлі розташований міжнародний готель на 1000 двохмісних і одномісних номерів. У номерах є душ, телевізор із деякими західними каналами, телефон з виходом на міжнародну лінію і кондиціонер. У готелі є басейн, масажний кабінет, паркінг, магазини (сувенірні та валютні), перукарня та книжковий магазин. У дворі готелю також розташований тенісний корт і поле для гольфу з дев'ятьма лунками.